# The Miracle (cântec Queen)
"The Miracle" este al cincilea și ultimul single de pe album de studio cu același nume din 1989 al trupei britanice Queen. Acesta a fost compus de către întreaga formație, deși Freddie Mercury și John Deacon au fost principalii compozitori. A fost lansat ca un single la sfarșitul lunii noiembrie 1989, după șase luni de la lansarea albumului. Acesta a fost ultimul single de pe acest album ce a fost lansat și primul single lansat de pe orice albume ale Queen de la EMI.
Coperta pentru single folosește coperta albumului inversată cu un model de hologramă. Fața B a single-ului este o versiune live a piesei "Stone Cold Crazy", care pot fi găsite impreună cu "My Melancholy Blues" de pe albumul News Of The World.
Ideea pentru piesa a venit de la Freddie Mercury și John Deacon, care au scris structura acordurilor de bază pentru cântec. Toți patru au contribuit la versuri și idei muzicale, iar piesa a fost încă creditată pentru întreaga trupa fiindcă au fost de acord să facă acest lucru în timpul înregistrării albumului, indiferent de cine a fost compozitorul real. În timp ce atât de Mercury și May au privit acest lucru ca pe unul dintre preferatele lor, Taylor a spus în comentariul audio al Greatest Video Hits II, care deși nu a fost un favorit de-al lui, a respectat-o ca pe "un incredibil complex de urmări".
Piesa descrie mai multe dintre "creațiile lui Dumnezeu, mari și mici", cum ar fi clădiri mari ca Taj Mahal-ul și Turnul Babel, toate descrise ca "miracole" în cântec, încă un miracol "ce il așteptăm cu toții" este "pacea pe Pământ și sfârșitul războiului." Piesa, de asemenea, reprezintă bine-cunoscute figuri ca Capitanul Cook, Cain și Abel, și Jimi Hendrix.

## Videoclipul
Videoclipul pentru piesa prezintă patru băieți care sunt considerați a fi - Paul Howard ca Brian May, James Currie ca John Deacon, Adam Gladdish ca Roger Taylor, și pe atunci-necunoscutul Ross McCall ca Freddie Mercury - cântând ca Queen pe scenă. De-a lungul videoclipului, McCall apare ca patru încarnări diferite ale lui Mercury: era anilor '70 (păr lung și costumul de harlequin), începutul anilor '80 (mustață groasă, geacă de piele și pantaloni), costumul de la Live Aid '85 și Magic Tour '86 (binecunoscuta geacă galbenă de piele, pantaloni albi și pantofi Adidas). Queen apare abia la sfârșitul videoclipului. Potrivit lui Roger Taylor, Mercury glumea despre trimiterea băieților în turneu în locul lor, deoarece s-au descurcat așa de bine în videoclip. Potrivit unui articol din 2011 din revista NME, Paul Howard, care a jucat rolul lui Brian May, este în prezent manager la LegoLand în Windsor, Marea Britanie.

## Personal
- Freddie Mercury – lead și voce de fundal, pian, sintetizator
- Brian May – Chitară electrică, voce de fundal
- Roger Taylor – tobe, voce de fundal
- John Deacon – chitara bass

## Clasamente
| Graficul (1989)      | Poziția maximă |
| -------------------- | -------------- |
| Dutch Singles Chart  | 16             |
| German Singles Chart | 78             |
| Irish Singles Chart  | 23             |
| UK Singles Chart     | 21             |

## Link-uri externe
- Videoclipul original pe YouTube
- Versuri de la site-ul oficial (de la The Singles Collection Volume 4)